# Zweite Philippinische Republik
Die Zweite Philippinische Republik, offiziell als Republik der Philippinen bekannt oder auf den Philippinen als von Japan geduldete Philippinische Republik bekannt, war ein Marionettenstaat, der am 14. Oktober 1943 während der japanischen Besatzung gegründet wurde. Jose P. Laurel war der eingesetzte Präsident.

## Geschichte
1941/42 kämpften philippinische und amerikanische Soldaten vergeblich gegen die eindringende japanische Armee (→ Schlacht um die Philippinen). Präsident Manuel L. Quezon erklärte die Landeshauptstadt Manila zur „offenen Stadt“ und ließ sie als Bürgermeister unter der Herrschaft von Jorge B. Vargas stellen. Die Japaner drangen am 2. Januar 1942 in die Stadt ein und deklarierten sie zur Hauptstadt. Nach der Schlacht um Corregidor am 8. Mai 1942 kapitulierten die letzten philippinischen und amerikanischen Einheiten, der 1946 in Manila hingerichtete japanische General Masaharu Homma nahm die Kapitulation entgegen.
Die von Japan diktierte philippinische Verfassung wurde am 4. September 1943 unterzeichnet und in einer Vollversammlung zwei Tage später von 117 Mitgliedern der KALIBAPI ratifiziert. Die KALIBAPI war die einzige politisch erlaubte Organisation während der japanischen Besetzung.
Am 20. Oktober 1944 kehrten Streitkräfte der USA unter Leitung von General Douglas MacArthur auf die Philippinen zurück, der General war vor der Übernahme der Japaner militärischer Befehlshaber der Inseln. Am 2. September 1945 kapitulierten die Japaner offiziell.
Die neue unabhängige Republik der Philippinen wurde offiziell am 4. Juli 1946 proklamiert. Sie blieb noch Jahrzehnte militärisch und wirtschaftlich eng mit den USA verbunden.